# WASP-4
WASP-4 är en ensam stjärna i den norra delen av stjärnbilden Fenix. Den har en skenbar magnitud av ca 12,47 och kräver ett teleskop för att kunna observeras. Baserat på parallax enligt Gaia Data Release 3 på ca 3,7 mas, beräknas den befinna sig på ett avstånd på ca 891 ljusår (ca 273 parsek) från solen. Den rör sig bort från solen med en heliocentrisk radialhastighet på ca 59 km/s.

## Egenskaper
WASP-4 är en gul till vit stjärna i huvudserien av spektralklass G7 V. Den har en massa som är ca 0,89 solmassa, en radie som är ca 0,92 solradie och har en effektiv temperatur av ca 5 400 K. Stjärnan har, trots dess höga ålder, en snabb rotation driven av tidvatteneffekt från en jätteplanet i en snäv omloppsbana.

## Planetsystem
År 2007 upptäcktes exoplaneten WASP-4b som kretsar kring stjärnan. Den har en omloppsperiod på bara 1,3 dygn och klassificeras som en het Jupiter. Planetens bana är instabil och WASP-4b beräknas störta in i sin sol om 15,77 ± 1,57 miljoner år. Ytterligare en superjupiterplanet misstänks finnas vid stjärnan.
| Planet | Massa            | Halv storaxel (AE) | Siderisk omloppstid (d)   | Excentricitet | Inklination  | Radie          |
| ------ | ---------------- | ------------------ | ------------------------- | ------------- | ------------ | -------------- |
| b      | 1,216 ± 0,013 MJ | 0,0228 ± 0,00013   | 1,338231587 ± 0,000000022 | 0 (antagen)   | 87,63 ± 0,28 | 1,33 ± 0,16 RJ |